# جامع حمزة الفداغ
جامع حمزة الفداغ، وهو من مساجد العراق القديمة الأثرية الواقعة في مدينة البصرة ويتميز بعمارتهِ التراثية، ولقد بني في عام 1307هـ/1890م، ويذكر إن عائلة الفداغ هي التي أسستهُ وبنتهُ في عام 1348هـ/1930م، ويقع في قرية الحمزة التابعة لقضاء أبي الخصيب ولقد كان المسجد مشيد من مادة اللبن والطين، وتم تجديدهُ من قبل أحد المحسنين فبني بالطابوق وبتصميم معماري حديث في عام 1390هـ/ 1970م، ثم أعيد بناؤهُ وأضيفت لهُ بعض الاضافات عام 1424هـ/ 2003م.
وتقام فيهِ حالياً صلاة الجمعة وصلاة العيدين والصلوات الخمس، ويبلغ عدد المصلين فيه أكثر من 150 مصل، ومن نشاطاتهِ إقامة دورات لتحفيظ القرآن الكريم، وتقدر مساحته الكلية بحوالي 1200م2.